# 神奈川県道32号藤沢鎌倉線

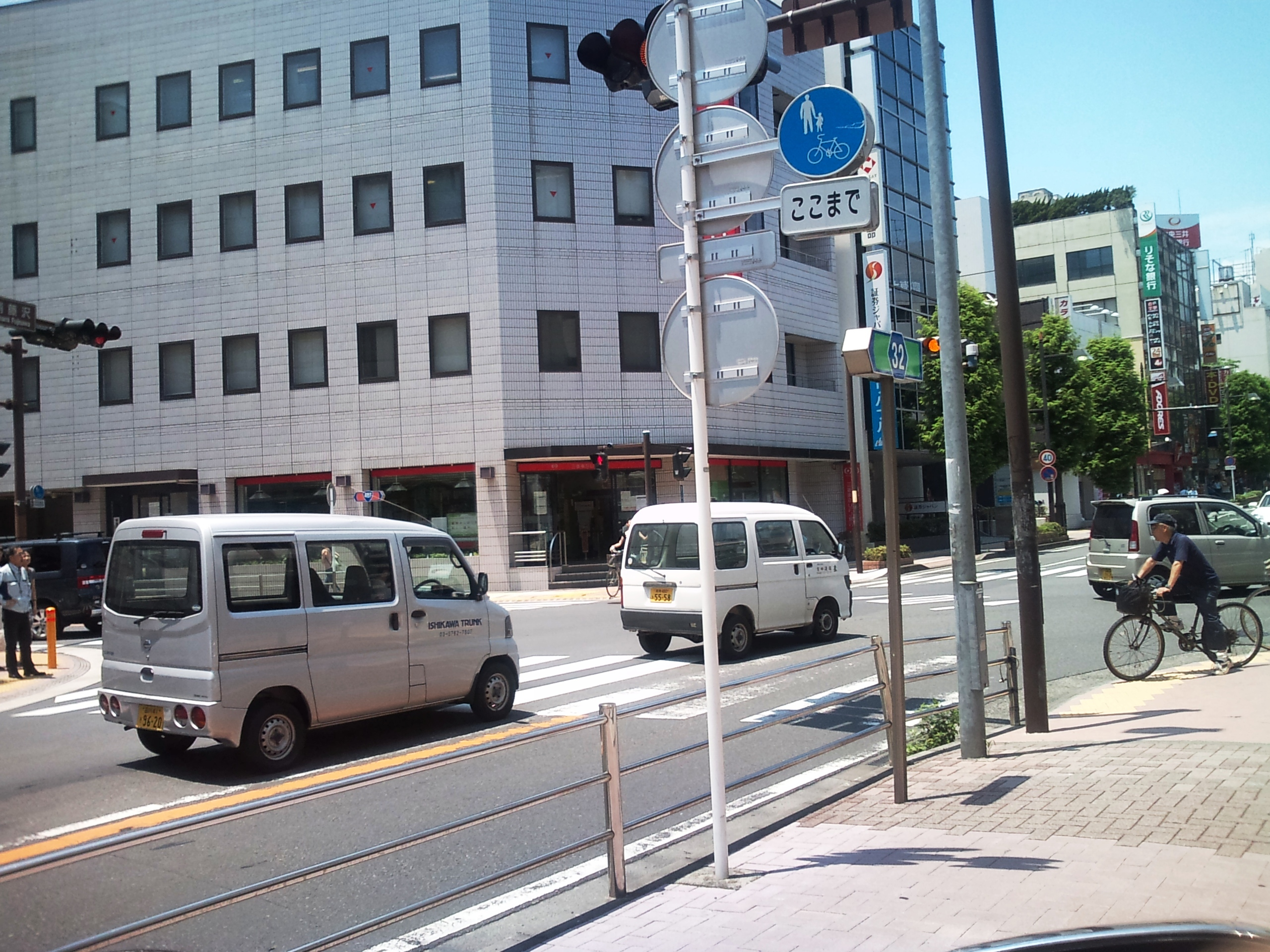
南藤沢交差点

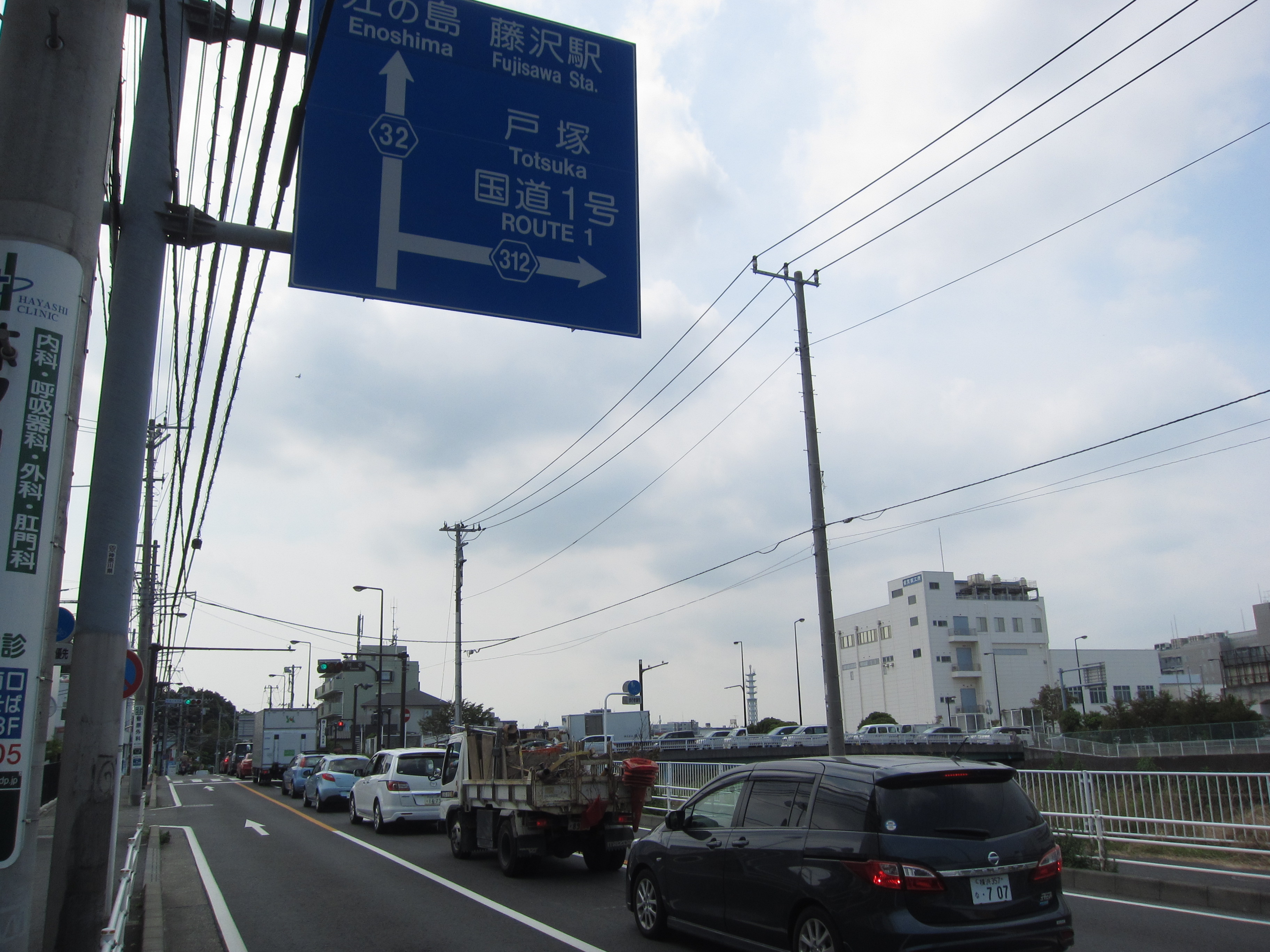
藤沢市川名交差点付近

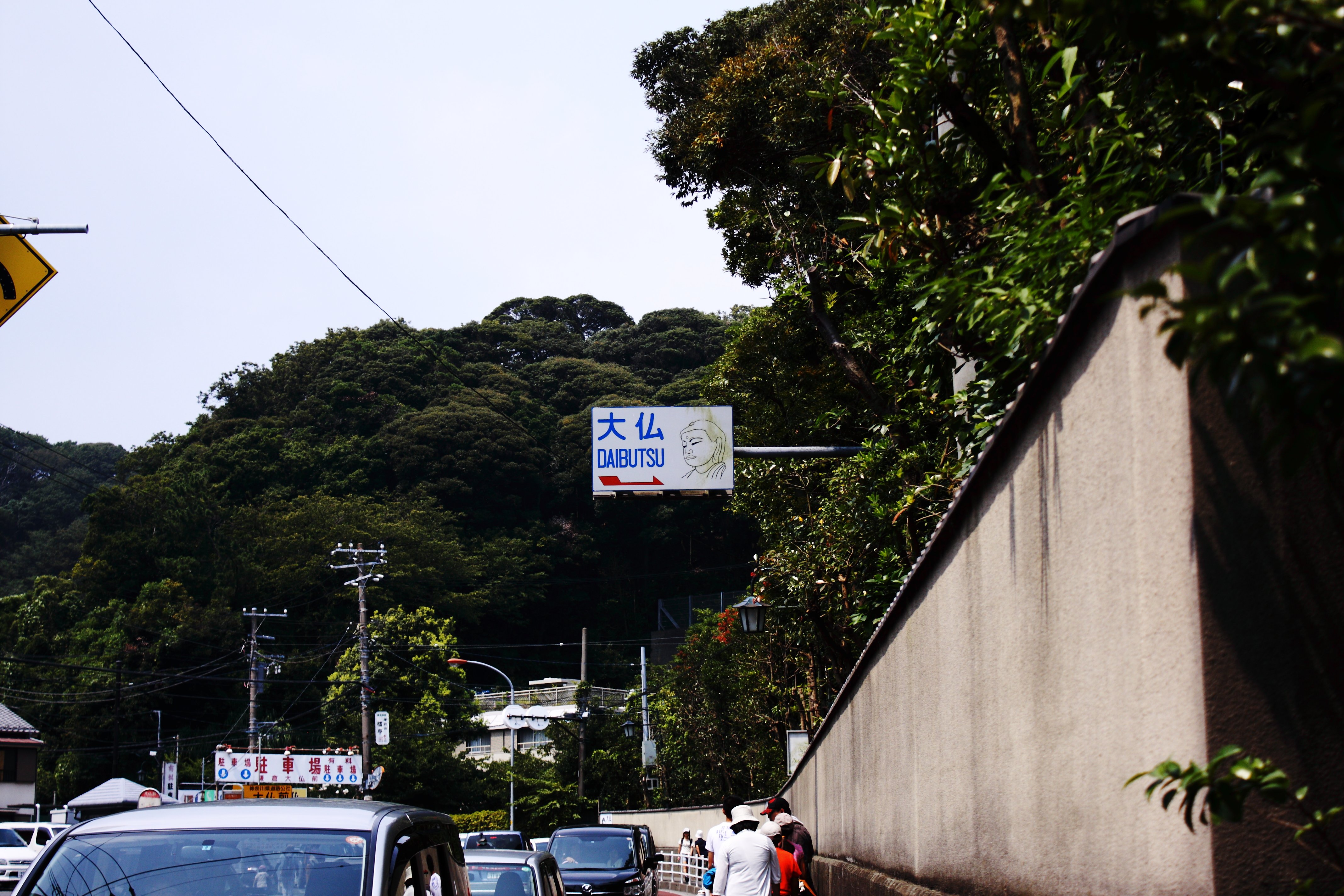
鎌倉大仏付近

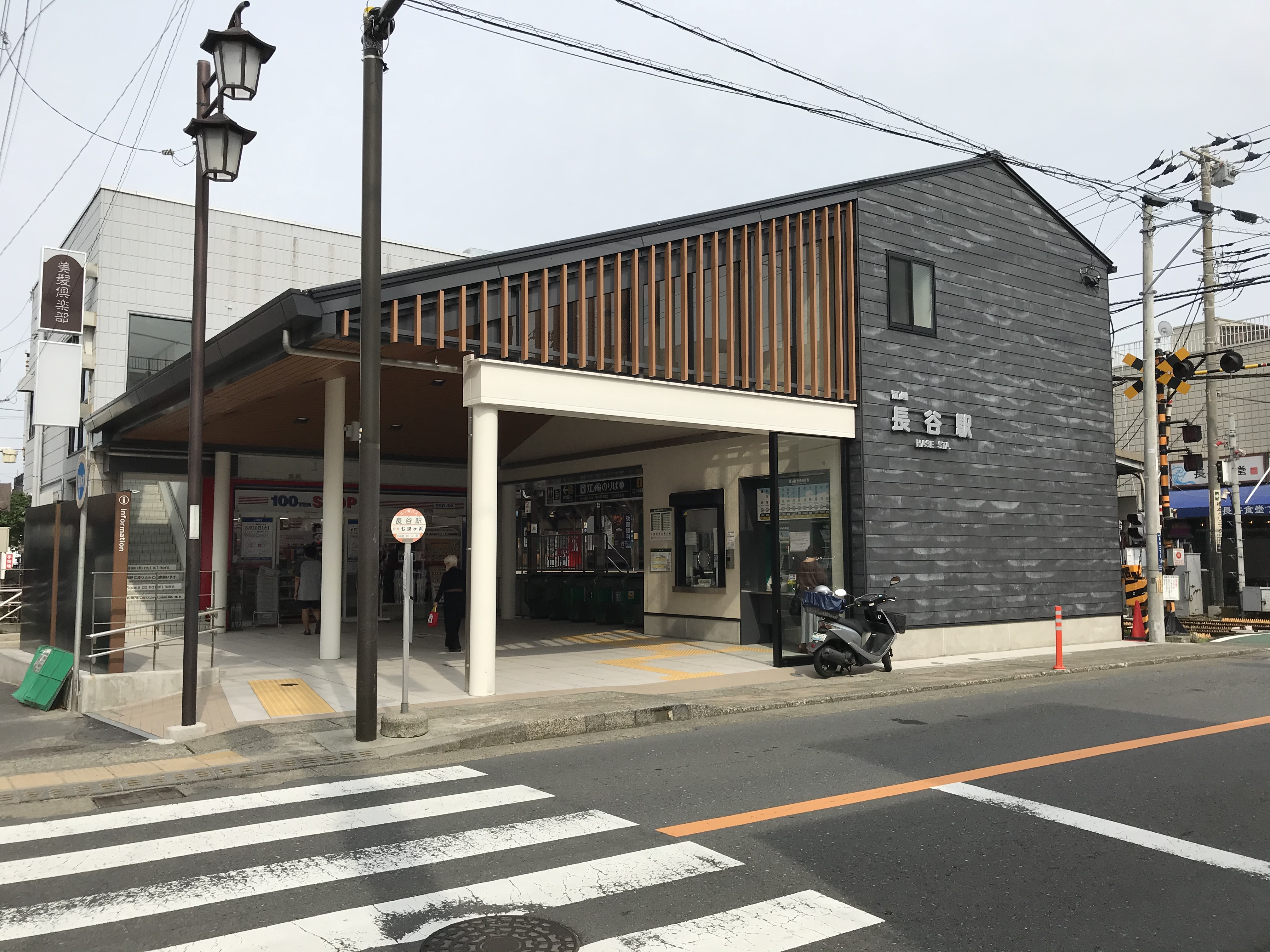
長谷駅西側

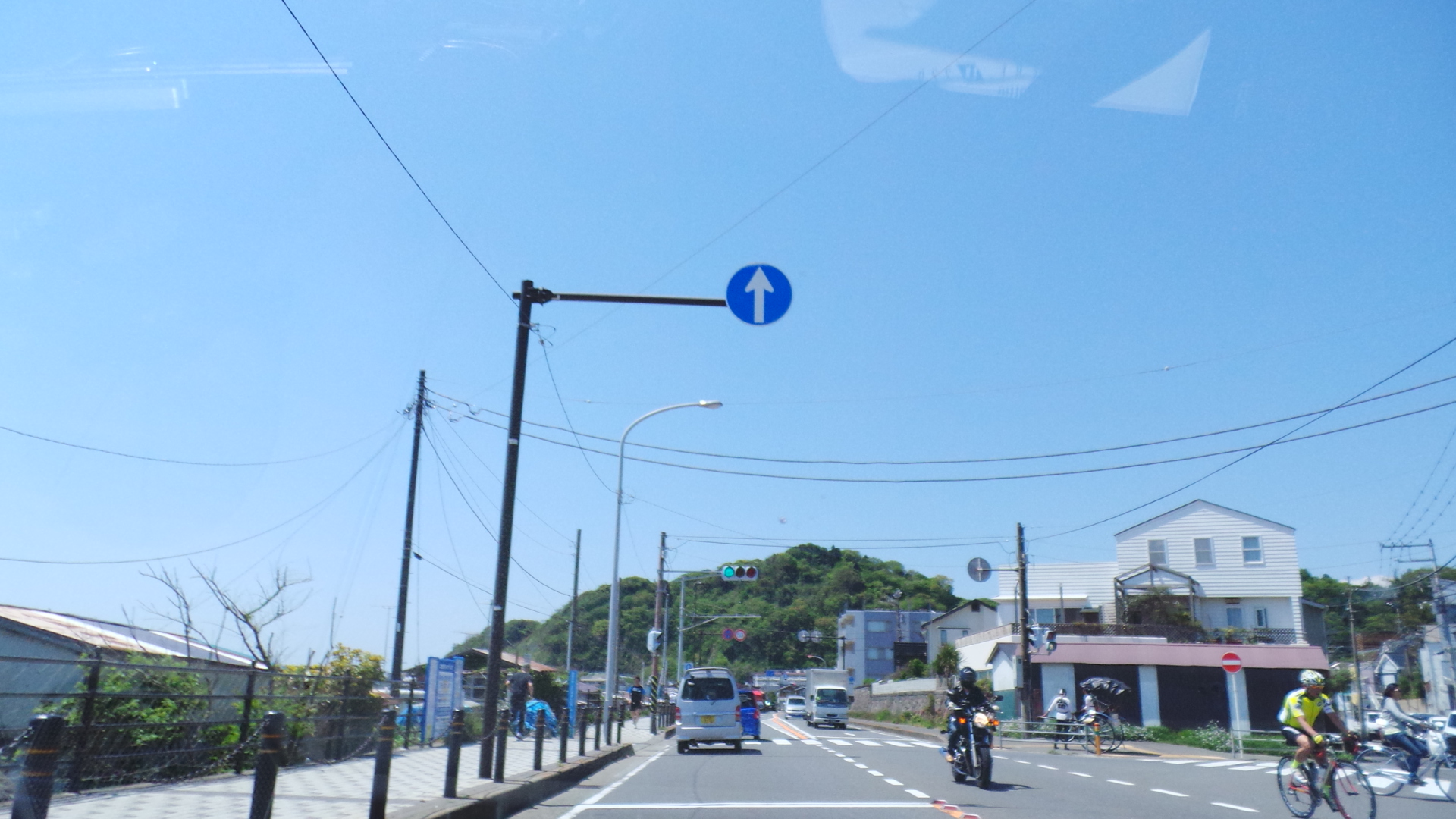
長谷2丁目交差点（右側の一方通行の道）

神奈川県道32号藤沢鎌倉線（かながわけんどう32ごう ふじさわかまくらせん）は、神奈川県藤沢市と鎌倉市を結ぶ県道（主要地方道）。

## 概要
- 全長：6.0km
- 起点：藤沢市南藤沢・鵠沼石上・鵠沼東 南藤沢交差点（国道467号）[脚注 1]
- 終点：鎌倉市長谷2丁目 信号交差点（国道134号）
- Googleマップ

## 地理

### 通過する自治体
- 神奈川県
  - 藤沢市
  - 鎌倉市

### 経路および交差する道路・鉄道路線・河川
- 神奈川県藤沢市
  - 南藤沢交差点（国道467号）
  - 新川名橋（境川）
  - 信号交差点（川名）（神奈川県道312号田谷藤沢線）
- 神奈川県鎌倉市
  - 手広交差点（神奈川県道304号腰越大船線）
  - 湘南モノレール江の島線
  - 長谷観音交差点（神奈川県道311号鎌倉葉山線）
  - 江ノ島電鉄（長谷駅付近）
  - 信号交差点（長谷）（国道134号）

### 沿線の名所
- 藤沢市民会館
- 新林公園
- 川名緑地
- 青蓮寺（鎖大師）
- 大仏切通
- 高徳院（鎌倉大仏）
- 長谷寺（長谷観音）